# Эндокран

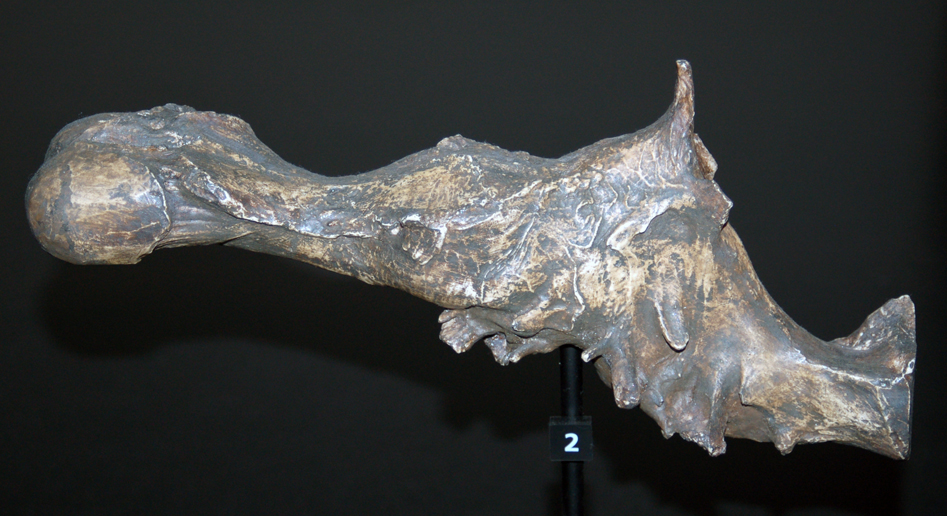
Естественный эндокраниальный слепок тираннозавра. Хорошо заметен развитой обонятельный отдел (слева)

Эндокран (от «эндо» — «внутри» и др.-греч. κρανίον — «череп») — рельеф на внутренней стороне черепной коробки, отражающий рисунок крупных борозд и извилин головного мозга и, в некоторых случаях, крупных сосудов. Термин употребляется также для слепка внутренней части черепной коробки.
Эндокраны ископаемых остатков используются в палеонтологии, палеоневрологии и физической антропологии, являясь единственным источником оценки объёма и строения мозга ископаемых видов: при фоссилизации остатков мягкие ткани, включая мозг, разрушаются, но по эндокрану возможно восстановление рельефа поверхности мозга и рисунка наиболее крупных кровеносных сосудов.
В некоторых случаях слепки эндокрана образуются естественным путём при заполнении черепа осадочным материалом с дальнейшей его фоссилизацией. Наиболее известным среди естественных эндокраниальных слепков является, вероятно, описанная в 1924 году Рэймондом Дартом находка в Южной Африке лицевой части черепа и естественного эндокрана детеныша австралопитека африканского.